# にゃんきゅう
にゃんきゅうは財務省九州財務局のマスコットである子ねこ。

## 概要
「にゃんきゅう」の由来は、九州財務局の管轄地域が南九州4県であることから、「南九州」の「南九」をとって「にゃんきゅう」と名づけられた。
昨今のゆるキャラブームに伴い、九州財務局が地域との連携を進めることを目的として、地域の特産物や名勝などを取り入れ、南九州4県および九州財務局のPRに一役買ってもらおうと職員からの募集・投票を経て選ばれた。

## 外見
各県ごとに4種類の「にゃんきゅう」が存在する。
熊本県では阿蘇山、大分県では温泉、宮崎県ではフェニックス、鹿児島県では桜島をモチーフにした帽子をかぶっている。